# Rossano Vannetti
Rossano Vannetti fue un ingeniero y químico italiano nacido en 1943.
A mediados de los años setenta del siglo XX, Vannetti comienza el estudio y el desarrollo de la formulación moderna del cemento expansivo. A base de carbonato cálcico, consigue desarrollar una formulación que le permite regular a voluntad el tiempo de reacción del producto, y por tanto, a base de catalizadores de la reacción, controlar los tiempos de rotura.
Este hecho diferencial le permite, partiendo de un pequeño laboratorio en la Toscana italiana,en Castiglione della Pescaia, fundar el 'Grupo CEG', que hoy es un gran imperio industrial, mercantil y económico en torno a este producto.
Establece fábricas en Italia, Brasil, Argentina, Egipto y Sudáfrica y sedes comerciales en los cinco continentes, desde Chile, Argentina o Venezuela hasta Singapur, pasando por Canadá o España y en relativamente poco tiempo se convierte en el mayor productor mundial de cemento expansivo.